# Åmmeberg
Åmmeberg ist eine Ortschaft (tätort) in der schwedischen Provinz Örebro län.
Åmmeberg liegt fünf Kilometer östlich vom Hauptort der Gemeinde Askersund entfernt und ist mit diesem über den Länsväg T 590 verbunden. Nicht weit entfernt führt der Riksväg 50 sowie die Godsstråket genom Bergslagen vorbei, deren nächster Bahnhof, Mariedamm, allerdings nicht mehr im Personenverkehr genutzt wird.
Åmmeberg liegt am nördlichen Ende des Vättersees, dem zweitgrößten See Schwedens. 
Die belgische Firma Vieille Montagne betrieb in der Nähe eine Zinkmine. Dazu existierte eine eigene Bahnstrecke, die Åmmebergs järnväg.